# Klichy
Klichy est un village de Pologne, situé dans la gmina de Brańsk, dans le Powiat de Bielsk Podlaski, dans la voïvodie de Podlachie.
Selon le recensement de la commune de 1921, ont habité dans le village 316 personnes, dont 303 étaient catholiques, 9 orthodoxes, et 4 judaïques. Parallèlement, 315 habitants ont déclaré avoir la nationalité polonaise, 1 la nationalité biélorusse. Dans le village, il y avait 56 bâtiments habitables.